# 구노 도모아키
구노 도모아키(일본어: 久野 智昭, 1973년 9월 25일 ~ )는 일본의 전 축구 선수이다.

## 구단 경력
과거 가와사키 프론탈레에서 활동하였다.